# Валерия Ричардс
Валерия Ричардс (англ. Valeria Richards) — вымышленная героиня американских комиксов издательства Marvel Comics. Наиболее известна как дочь Рида Ричардса и Сьюзан Шторм-Ричардс, а также крестница Виктора фон Дума. При первом появлении Валерия использовала псевдоним Чудо-девушка (англ. Marvel Girl), а в настоящее время известна как Мозговой штурм (англ. Brainstorm).

## История публикаций
Валерия фон Дум дебютировала в Fantastic Four vol. 3 #15 (март 1999) и была создана сценаристом Крисом Клэрмонтом и художником Сальвадором Ларрокой. Хотя изначально Клэрмонт не хотел возвращаться к героине в будущем после завершения сюжетной линии с её участием, в дальнейшем комикс Fantastic Four перешёл под контроль Рафаэля Марина, Карлоса Пачеко и Джеф Лоуба, которые вернули Валерию в основной сюжет, изменив её историю происхождения — она выросла в альтернативном будущем как дочь Доктора Дума и Сью Шторм.

## Биография
Однажды Мистер Фантастик, Существо и Человек-факел оказались на Луне из альтернативной линии будущего, где столкнулись со Сьюзан Ричардс в образе баронессы фон Дум и её детьми Франклином и Валерией. Впоследствии Валерия фон Дум появилась в основной вселенной, внезапно материализовавшись в штаб-квартире Фантастической четвёрки. Девушка заявила, что она родом из будущего, где её родителями были Доктор Дум и Женщина-невидимка. Несмотря на возникший скепсис, Сьюзан Шторм, в конечном итоге, приютила Валерию в доме Фантастической четвёрки, а та, в свою очередь, помогла команде в нескольких миссиях.
Никто не знал, как именно в будущем сойдутся Доктор Дум и Женщина-невидимка, а также не была ясна судьба Мистера Фантастика. В какой-то момент Мистер Фантастик оказался заперт в доспехах Дума и начал выдавать себя за своего заклятого врага, который считался пропавшим без вести, в результате чего он вновь женился на Сью и сделал своей баронессой вскоре после того, как Валерию отправили в Хейвен, безопасный дом на краю вселенной, для её собственной безопасности. Тем не менее, по мере развития событий Рид освободился из-под влияние доспехов, в то время как настоящий Дум оказался живым, что поставило под сомнение будущее Валерии.
В дальнейшем выяснилось, что она была неродившимся ребёнком Рида и Сью из основной вселенной и первоначально носила имя Валери Меган Ричардс. Под руководством дочери Мерлина по имени Рома Франклин использовал свои силы, чтобы спасти ребёнка, забрав Валерию из их родной реальности и отправив в иной мир, где она была воспитана другой Женщиной-невидимкой, которая вышла замуж за ставшего героем Доктора Дума после смерти своего первого мужа. Во время противостояния Фантастической четвёрки с Абраксасом, Валерия объединила свои силы с Франклином, чтобы воссоздать Галактуса и остановить Абраксаса. Вслед за этим Валерия регрессировала в плод в утробе Сью, которая оказалась на последнем месяце беременности.  
Как и в случае первого рождения Валерии, космические лучи, даровавшие Фантастической четвёрке их сверхспособности, чрезвычайно затруднили роды, и, поскольку Мистер Фантастик был занят решением угрожающего миру кризиса, у Человека-факела не было другого выбора, кроме как обратиться за помощью к Виктору фон Думу. Доктор Дум использовал свой обширный интеллект и мистические способности, чтобы ребёнок смог появиться на свет.
В качестве платы за свою помощь Дум настоял на том, чтобы ему разрешили выбрать имя для ребёнка. Он назвал девочку Валерией в честь своей бывшей возлюбленной, а также поклялся перед её родителями в том, что любой, кто причинит ей вред, столкнётся с его гневом. В тайне от Фантастической четвёрки, Виктор наложил заклинание на Валерию, благодаря чему мог смотреть на мир её глазами. 
Из-за многочисленных нападений суперзлодеев на здание Бакстера, Служба защиты детей поставила под сомнение безопасность Франклина и Валерии. После долгих раздумий Рид и Сью решили отказаться от опеки над своими детьми. Тем не менее, первоначальным условием было создание «фиктивного» убежища и объявление в прессе о том, что детей уже перевезли в него. Решение перевезти Франклина и Валерию было отменено после того, как убежище, в которое их должны были поместить, сровнялось с землёй. Точно неизвестно, кто из врагов Фантастической четвёрки совершил нападение и почему (было высказано предположение, что Рид лично совершил нападение, чтобы сохранить детей), но этого было достаточно, чтобы убедить Службу защиты детей оставить детей с их родителями.
Через несколько месяцев после событий Civil War, интеллект Валерии совершил квантовый скачок, увеличившись до уровня, сопоставимого с уровнем с интеллекта её отца. Валерия решила сохранить свои новые способности в секрете, дабы не отдаляться от близких. Принять свой дар Валерии помогла её няня Табита Денев, оказавшайся Сьюзан Шторм из будущего. В конце концов она открылась перед своей семьёй и даже начала работать с отцом в его лаборатории. 

### Тёмное правление
Когда Норман Озборн стал одним из самых влиятельных людей в США, Валерия и её брат оказались в осаде Озборна, Венома и большого количества агентов МОЛОТа, в то время как члены Фантастической четвёрки были разбросаны по различным альтернативным реальностям. Валерии удалось отделить Озборна от его подчинённых, сыграв на высокомерии и самоуверенности директора МОЛОТа. Тот оказался в комнате, где надевший маску Человека-паука Франклин назвал его злодеем. Затем Норман попытался застрелить обоих детей, пустившись за ними в погоню. В этот момент вернулись члены Фантастической четвёрки и встали на защиту Валерии и Франклина, укрыв их за силовым полем Сьюзан. В ответ на требования Рида покинуть здание, Озборн попытался застрелить его, однако, Франклин выстрелил на опережение. В дальнейшем взрослые осмотрели игрушечный пистолет Франклина, не понимая, как тому удалось ранить Озборна, однако, тот, как оказалось, восстановил часть своих сил по изменению реальности. 

### Тройка
Однажды Валерия, чей интеллект существенно вырос, встретила в Здании Бакстера загадочного налётчика, который оказался её повзрослевшим братом Франклином, прибывшим из будущего. Он предупредил Валерию о надвигающемся кризисе, известном как «Война четырёх городов» и заявил, что вся надежда по спасению их отца лежит на Думе. Валерия обнаружила разработанный её отцом портал и, пройдя через него, стала свидетелем собрания Совета Ридов, представляющего собой множество версий Рида Ричардса из альтернативных реальностей. Все они были уничтожены Целестиалами, за исключением троих, которым удалось скрыться вместе с Валерией. Осознав угрозу, которую они представляют, Валерия тайно обратилась за помощью к Доктору Дума, разум которого был повреждён после событий World War Hulks. Она заключила сделку с Думом, в соответствии с которой тот должен был помочь ей спасти отца, а Валерия — восстановить его разум.
Примерно в это же время Рид собрал Валерию и группу других одарённых молодых людей с целью решения мировых проблем, для чего и был основан Фонд Будущего. Тем не менее, даже умнейшим людям на Земле не удалось остановить вторжение Волны Аннигиляции и закрыть портал в Негативную Зону. Чтобы остановить пришельцев, Человек-факел пожертвовал своей жизнью. Смерть дяди сильно разгневала Валерию, которая решила во что бы то ни стало убить Аннигилуса. Поговорив со своим дедом Натаниэлем, Валерия пригласила Дума присоединиться к Фонду Будущего, к большому разочарованию оставшихся членов Фантастической четвёрки. Вместе с другими гениальными злодеями они начали разработку плана по нейтрализации членов Совета Ридов.

### Фонд Будущего
После противостояния с оставшимися членами Совета Ридов на Землю напала Империя Крии. В битве против космических захватчиков помогла волна Аннигиляции, возглавляемая выживший Джонни Штормом. Для завершения сражения Рид и Сью призвали Галактуса, однако в конфликт вмешались Целестиалы. Тем не менее, будущие версии Франклина и Валерии исцелили Галактуса и уничтожили с его помощью Целестиалов. Впоследствии Мистер Фантастик перестроил Здание Бакстера и презентовал новую штаб-квартиру под названием Фонд, а также вручил членам Фонда Будущего, в том числе Валерии и Франклину, новые костюмы. 
Во время сюжетной линии Death of the Invisible Woman, Валерия продемонстрировала свой гениальный интеллект в разговоре со своей няней Табитой Денев. Когда здание Бакстера подверглось нападению, и Сью попыталась защитить Валерию и Табиту, она не знала, что виновницей нападения была именно Табита и потерпела поражение от более мощного силового поля Табиты. Валерия бросилась за ней в погоню и узнала, что та на самом деле была её матерью из будущего. В дальнейшем Валерия дала волю своему интеллекту, изучая научную литературу, которую Сью обнаружила в её книжном шкафу. Ко всему прочему, она пошла по стопам своего отца, создав несколько высокотехнологичных изобретений. Когда Невидимая леди «исчезла», Валерия и Франклин обратились за помощью в детективное агентство мутантов под названием «X-Factor Investigations». Они привели группу в Здание Бакстера, где половина вступила в сражение с Существом, чтобы отвлечь его внимание, а другая половина добыла необходимую информацию.
Потеряв доверие к своему отцу, Валерия решила переехать в Латверию и остаться жить с Доктором Думом. Она планировала поставить Дума добра и, по всей видимости, добилась успехов. Когда её мать попыталась силой забрать Валерию у Дума, Валерия первоначально отказалась отправиться вместе с ней, однако, понимая, что семья нуждалась в ней, согласилась. 

### Секретные войны и последствия
Когда Мультивселенная подошла к своему неизбежному концу, Валерия помогла своему отцу создать спасательный плот, чтобы обеспечить выживание человечества после глобального вторжения. Во время столкновения Земли-616 и Земли-1610, Рид собрал на спасательном плоту всех членов Фонда Будущего и других членов своей семьи. Тем не менее, в корпусе судна образовалась пробоина, что привело к гибели всей семьи Рида, включая Валерию. В дальнейшем Рид приобрёл силу Потусторонних благодаря Молекулярному человеку, который лишил способностей Бога Императора Дума. С помощью новообретённой силы Рид вернул к жизни свою семью. Валерия присоединилась к Фонду Будущего в их путешествии по восстановлению Мультивселенной, а также созданию совершенно новых реальностей.  
С появлением новой угрозы в лице Плакальщицы над концом всего сущего, Мистер Фантастик практически полностью израсходовал свои силы, дарованные Потусторонними, в то время как в распоряжении Франклина остались лишь ограниченные способностями к искажению реальности. Поскольку Плакальщица уничтожила более 100 миров, Фонду Будущего пришлось противостоять ей собственными силами со смертью Молекулярного человека. Рид сыграл на её гордыне, заявив, что Фантастическая четвёрка в полном составе смогла бы одолеть её, в результате чего та предоставила ему своё оборудование, позволившее Риду и Сью воссоединиться с Джонни и Беном. Благодаря подоспевшим союзникам в лице бывших членов команды, Фантастическая четвёрка одержала победу и вернулась на Землю. В то время как путешествие Фонда Будущего продлилось несколько лет, за которые Валерия и Франклин повзрослели, на Земле прошло всего несколько месяцев.

## Силы и способности
Валерия — обычный человек, но, несмотря на это, с самого детства девушка демонстрировала признаки высокого уровня интеллекта. В детстве она уже была в состоянии собрать кубик Рубика, а также, по словам её отца, к двум годам уже должна была научиться играть в шахматы. Сама Валерия заявила, что умнее своего отца. 
Версия Валерии фон Дум она продемонстрировала свой гениальный интеллект посредством создания передовых технологий, не уступающих изобретениям Доктора Дума и Мистера Фантастика. К примеру, она разработала специальное устройство по форме напоминающее пояс, которое позволяет ей генерировать силовые поля подобно её матери, используя их для в оборонительных целях или в качестве средства передвижения по воздуху. Проецируя силовое поле вокруг своего тела, она могла имитировать сверхчеловеческую силу для укрепления ударов и тела. Устройство также позволило ей нейтрализовать силы своего брата. Ко всему прочему, Валерия использовала бронированный костюм, сочетающий в себе элементы снаряжения Фантастической четвёрки и брони Доктора Дума. Она была в состоянии активировать доспехи при помощи металлической краски с маски Дума на своих ногтях.
Впоследствии Валерия переродилась в семье Рида Ричардса и Сьюзан Шторм. В Fantastic Four #63 (январь 2003) её отец проверил девушку на наличие сверхспособностей, после чего обнаружил, что она не обладала сверхсилами. К двум годам её интеллект уже находился на уровне Рида. Валерия скрывала свои интеллектуальные способности от семьи, посчитав, что на данном этапе взросления это может привести к огромному разрыву между ней и её семьёй. Несмотря на гордость со стороны Сью, способности Валерии привели к расколу между Ридом и Франклином. В конце концов Валерия отказалась от своего прикрытия и создала высокотехнологичную игрушку с искусственным интеллектом, которую Рид и Франклин планировали продать Disney. По словам Рида, Валерия уже стала умнее его.
В Marvel Knights 4 Джонни Шторм отправился в альтернативное будущее, где повзрослевшая Валерия спасла его от Думботов. Она продемонстрировала обладание продвинутой версией невидимости своей матери, что позволяло Валерии обезопасить биоэлектрическую ауру других людей, кинетическую энергию, тепловую энергию и другие признаки их существования.
В комиксе-кроссовере Secret Wars авторства Джонатана Хикмана Доктор Дум переломил ход реальности, в результате чего Валерия стала его биологической дочерью. Она заняла должность руководящего эксперта в области науки. В Secret Wars: The Runaways также было выявлено, что Валерия стала директором Института Виктора фон Дума для одарённой молодежи в Думштадте. После того, как Виктор лишился полномочий Бога-Императора, Валерия отправилась на исследование мультивселенной вместе со своим братом Франклином, и родителями, достигнув подросткового возраста.

## Альтернативные версии

### What If...?
Идея о том, что ребёнок Сьюзан всё-таки родился на свет ранее исследовалась в What If vol. 2 #30 (1991) в двух разных историях:
- В первой истории у Невидимой леди родилась девочка по именем Сьюзан Ричардс II. На самом деле это был высасывающий энергию монстр, который постепенно убивал ничего не подозревающую Фантастическую четвёрку, поглощая их жизненные силы. Только её «брат» Франклин осознал её враждебную природу, и с помощью Доктора Дума, который также погиб от рук Сьюзан Ричардс II, он, в конечном итоге, смог изгнать монстра в Негативную Зону.
- Во второй истории и Сьюзан Ричардс, и ребёнок, которого назвали Мэри в честь бабушки, пережили процесс родов. В подростковом возрасте у Мэри проявились выдающиеся целительные способности. Обеспокоенная страданиями малоимущих и угнетённых в американском обществе людей, она стала политическим активистом-филантропом и баллотировалась в президенты. Президент США опасался лишиться власти и поэтому нанял Генри Питеру Гайрича покончить с Мэри во время публичного митинга. Тем не менее, Мэри пережила покушение и с помощью своей силы подавила спровоцированный Гайричем жестокий бунт. После своего выздоровления она подтолкнула американскую нацию к мирной революции, которая привела к формированию нового правительства и, как отметил Уату, добилась эпохи «беспрецедентного мира».

### Marvel Zombies
В ваншоте Marvel Zombies: Dead Days, который является приквелом к минисерии Marvel Zombies, Валерия и Франклин были убиты зомби-Женщиной-Халк. В отместку Сьюзан уничтожила Женщину-Халк с помощью силового поля. Смерть обоих детей свела Рида с ума и он намеренно заразил своих товарищей по команде зомби-вирусом, после чего те заразили его.

### Doctor Strange and the Sorcerers Supreme
В одном из вариантов развития будущего Валерия стала новым Доктором Думом и сражалась с будущим Верховным магом Билли Капланом.

### Old Woman Laura
В одном из вариантов утопического будущего Лора Кинни, также известная как Росомаха, умирала от дегенерации клеток. Взрослая доктор Валерия Ричардс попыталась решить её проблему у себя на дому, однако оказалась бессильна.

## Вне комиксов

### Кино
После кассового провала фильма «Фантастическая четвёрка» (2015) и разгромных рецензий критиков студия 20th Century Fox приступила к поиску «различных углов», с которых можно было бы по-новому взглянуть на персонажей. К июню 2017 года Сет Грэм-Смит приступил к написанию сценария для нового фильма, не являвшегося перезапуском франшизы. Сюжет вращался вокруг Франклина и Валерии Ричардс. Вдохновившись комиксом Ultimate Fantastic Four, Грэм-Смит намеревался привнести в проект «детскую атмосферу» и сделать фильм близкой по духу к «Суперсемейке» (2004).

#### Кинематографическая вселенная Marvel
Валерия Ричардс упоминается в фильме «Доктор Стрэндж: В мультивселенной безумия» (2022), действие которого разворачивается в «Кинематографической вселенной Marvel» (КВM). Когда Алая Ведьма нападает на штаб-квартиру Иллюминатов, Рид Ричардс с Земли-838 говорит ей, что у него тоже есть дети.

### Видеоигры
В игре Marvel: Ultimate Alliance 2 (2009) Валерия и Франклин были показаны спящими. Они остаются на попечении отца, когда их мать покидает Фантастическую четвёрку, чтобы присоединиться к движению против регистрации.

### Прочее
Валерия Ричардс появилась в 72-й серии анимационного сериала «Псих», где её озвучила Рэйчел Рамрас.

## Критика
В 2021 году Comic Book Resources поместил Валерию Ричардс на 1-е место среди «10 самых умных людей в комиксах Marvel», а также на 8-е место в списке «8 детей из Marvel, которые являются лучшими героями, чем их родители».